# Московское шоссе (Пушкин)
Моско́вское шоссе́ — шоссе в городе Пушкине (Пушкинский район Санкт-Петербурга). Проходит от Софийского бульвара до Витебской железнодорожной линии. На запад продолжается Московским переулком, на восток — тярлевским Московским шоссе.
Первоначально имело название Фридента́льская коло́ния. Оно появилось в 1816 году. Колонию основали немецкие переселенцы. Friedentahl с немецкого языка переводится как мирная долина. В 1860 году в колонии было 7 домов. На карте начала XX века обозначено как Фридентальское шоссе.
В 1829—1831 годах в начале Московского шоссе, у перекрестка с Софийским бульваром, были построены Московские ворота.
4 сентября 1919 года в ходе переименования появилась коло́ния Бе́беля — в честь деятеля германского рабочего движения А. Бебеля. 23 апреля 1923 года состоялось переименование с изменением статуса; дорога стала Московским шоссе, поскольку ведет в направлении Москвы.
После железнодорожного переезда Московское шоссе продолжается тярлевским Московским шоссе. Оно имеет свою нумерацию.
Южную сторону занимает Отдельный парк и расположенные в нём дачи, многие из которых являются памятниками архитектуры. На территории парка рядом с шоссе располагается Колонистский пруд, название которого связано с Фридентальской колонией.
До 26 ноября 2024 года Московское шоссе имело статус выявленного объекта культурного наследия. Снятие статуса может быть связано с планами строительства путепровода над железной дороги в створе шоссе.

## Застройка

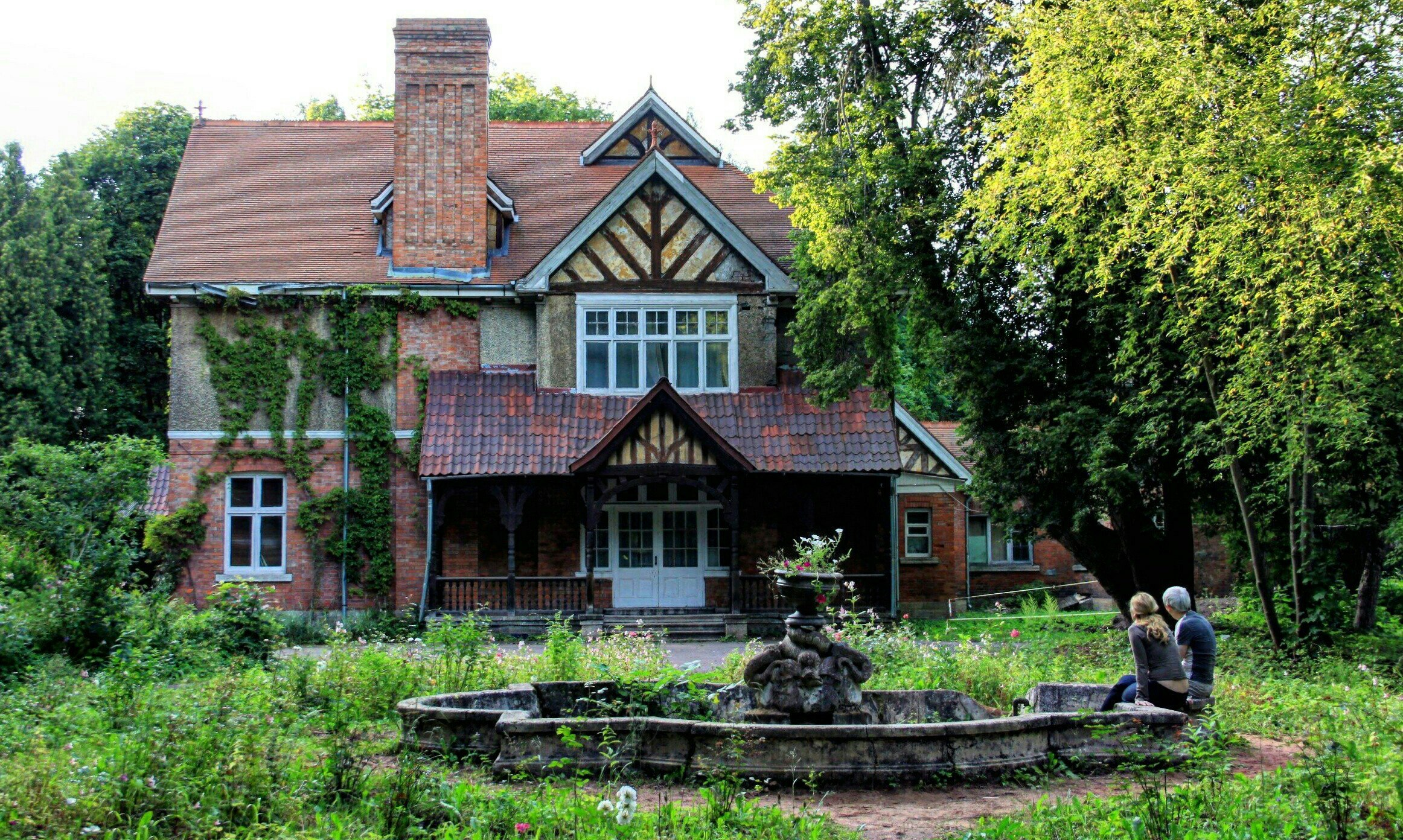
Главный дом дачи великого князя Бориса Владимировича

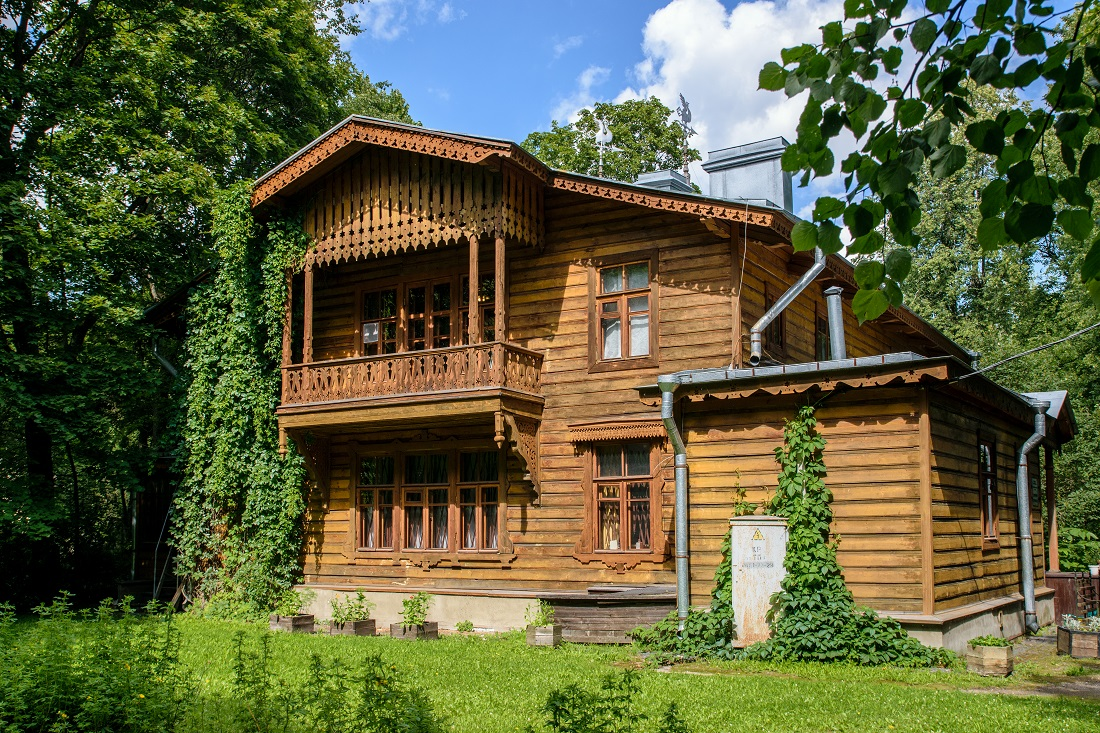
Дом-музей П. П. Чистякова

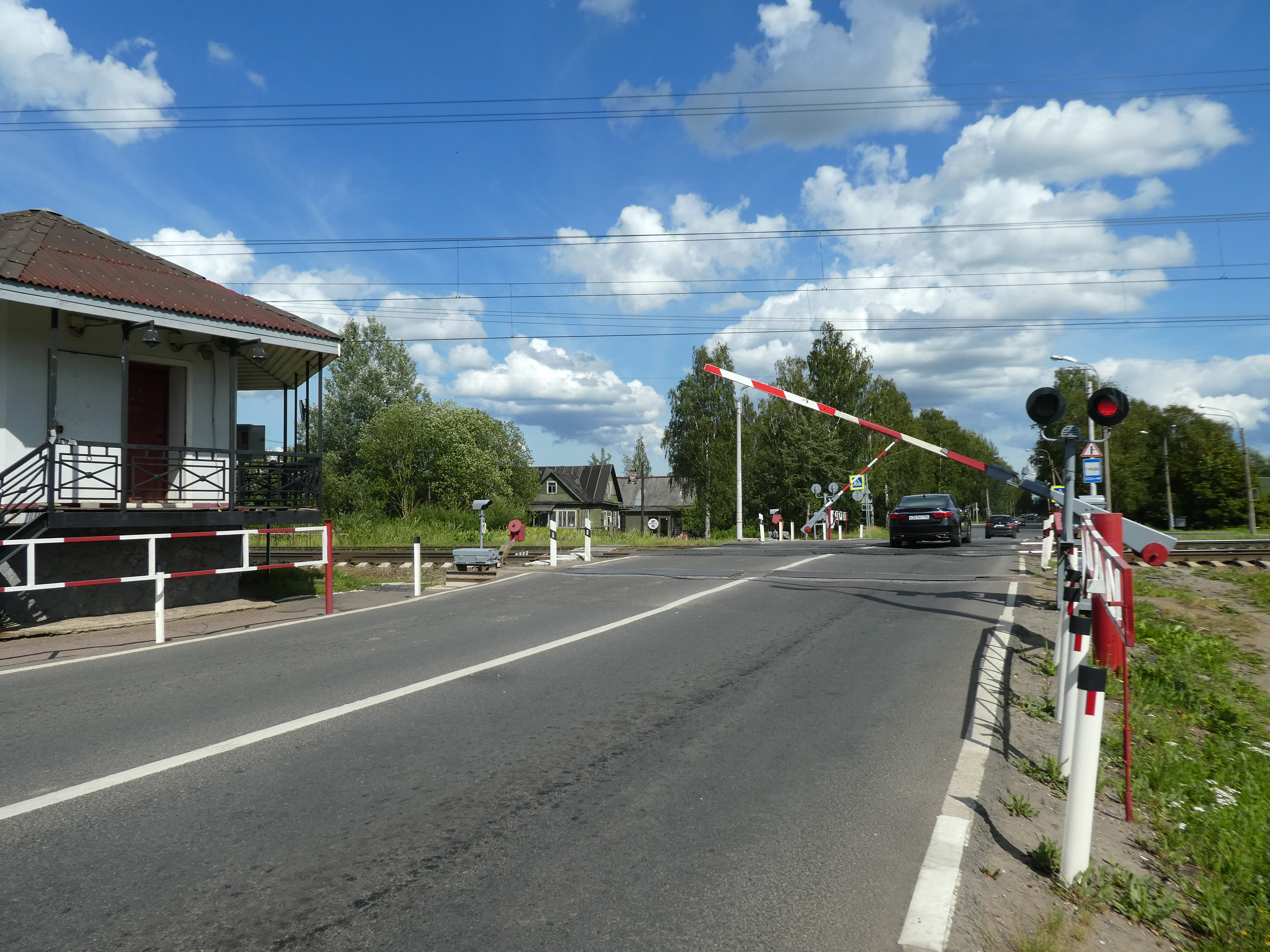
Переезд через Витебскую железнодорожную линию (окончание пушкинского Московского шоссе)

- № 1 — Запасной дом дачи великого князя Бориса Владимировича (1899, арх. А. И. фон Гоген; объект культурного наследия федерального значения)[6].
- № 2 — Жилой дом (1958)[7].
- № 3 — Главный дом дачи великого князя Бориса Владимировича (1896, арх. А. И. фон Гоген; объект культурного наследия федерального значения)[6].
- № 5 — Конюшенный корпус дачи великого князя Бориса Владимировича (1896, арх. А. И. фон Гоген; объект культурного наследия федерального значения)[6].
- № 7 — Главное здание лечебницы А. Л. Эбермана (1860-е, арх. А. Ф. Видов; выявленный объект культурного наследия)[8].
- № 9 — Служебный корпус лечебницы А. Л. Эбермана (1860-е, арх. А. Ф. Видов; выявленный объект культурного наследия)[8].
- № 11, литера Ч — Служебный корпус дачи великого князя Бориса Владимировича (1896, арх. А. И. фон Гоген; объект культурного наследия федерального значения)[6].
- № 16 — Дом Фридентальской колонии (1819—1820, арх. В. П. Стасов; объект культурного наследия регионального значения[9]). 26 сентября 2008 года в результате пожара оказался практически полностью уничтожен, в руинированном состоянии здание простояло почти 8 лет. По итогам торгов, проведённых городом 22 июня 2016 года, здание было продано Наталии Александровне Щупляк[10]. К осени 2023 года дом был воссоздан[11].
- № 23 — Дом, в котором жил и работал художник П. П. Чистяков (объект культурного наследия регионального значения[12]).
- № 24 — Жилой дом (1954)[7]. 19 Октября 2015 года серьезно пострадал в результате пожара[13]. 16 марта 2016 года владельцем участка стал Андрей Анатольевич Миронов[14].
- № 27 — Дача Дерикера (1875, арх. А. Х. Кольб, 1900-е, арх. С. А. Данини; объект культурного наследия регионального значения[15]). Дом был построен по заказу надворного советника В. В. Дерикера, в 1894-м перешёл во владение купеческой жены А. Р. Синевой. В этот период была проведена перестройка здания по проекту архитектора Данини. После революции дачу передали детскому дому, затем Всероссийскому институту растениеводства, с середины 1930-х — дому отдыха учёных[16]. В 2010 году объект был выставлен на аукцион, покупателем стал ООО «Московский 140», в 2015 году собственником стало ООО «Московское шоссе». Обе фирмы принадлежат Наталии Полукеевой, предположительно жене экс-вице-губернатора Петербурга и члена наблюдательного совета банка «Санкт-Петербург» Александра Полукеева[17]. В 2016 году дача сильно пострадала от пожара, был разработан проект восстановления, однако с 2019 года работы не ведутся[18].
- № 29 — Дача Ф. А. Амброжевича (1875—1876, арх. Б. Д. Рожанский; объект культурного наследия регионального значения[19]). В 2010 году город продал здание с торгов ООО «Московский 140», в 2015 году собственником стало ООО «Московское шоссе». Обе фирмы принадлежат Наталии Полукеевой, предположительно жене экс-вице-губернатора Петербурга и члена наблюдательного совета банка «Санкт-Петербург» Александра Полукеева. 20 июня 2016 года в здании произошел пожар[17].
- № 34 — Жилой дом (2008)[7].
- № 38 — Дом крестьянина Давыдова (конец XIX в.). В 1953-м был проведён капитальный ремонт, к началу XXI века дом расселили. В дальнейшем планировалось разместить в нём центр для бездомных, однако в 2000-х здание сгорело. Предположительно, к 300-летию Царского Села, которое отмечалось в 2010 году, постройку снесли[20]. 20 апреля 2016 года здание лишили статуса выявленного объекта культурного наследия[21].

## Перекрёстки
- Софийский бульвар / Московский переулок
- улица Чистякова
- Железнодорожная улица